# سیندار
سیندارها در مجموعه کتاب‌های جی. آر. آر تالکین به معنی مردمان خاکستری است البته این عبارت به فراوانی در کارهای تالکین به کار برده نشده؛ سیندارها دسته‌ای از الف‌ها از نژاد تالرین بودند که به آن‌ها الف‌های خاکستری هم گفته می‌شود. زبان آن‌ها زبان سینداری است. دوریات محل حکومت اِلو تینگول از شاهان سیندارها بود.

## پیشینه
سیندارها به خوبی و خوشی در سرزمین میانی زندگی می‌کردند تا آنکه وسوسهٔ دریا در میان آن‌ها برانگیخته شد. آنها دیگر از زندگی در سرزمین میانی خشنود نبودند تا اینکه به سواحل الدامار رفتند. آنها دانش و نیروی کمتری نسبت به کالاکندی دارند نسبت به نولدورها به ابزارها تمایل کمتری نشان می‌دهند اما به شدت در موسیقی استعداد دارند و صدای آواز آنها بسیار زیبا است.
سیندارها خاکستری اند احتمالاً به این دلیل که آنها از جنس الف‌های روشنایی نیستند. در واقع آنها هرگز به والینور پا نگذاشته‌اند و از گروه آواری‌ها هم نیستند. گاهی به آنها الف‌های سپیده دم گفته می‌شود. عبارت خاکستری احتمالاً به شنل خاکستری تینگول بازمی‌گردد. عبارت سیندار واقعاً از زبان سینداری گرفته نشده بلکه به زبان کوئنیا است که توسط تبعیدی‌های نولدور استفاده می‌شد. نامی که الفهای خاکستری به زبان تلرین برای خود انتخاب کرده بودند لیندار به معنی خوانندگان بود (الف‌های سبز هم در زبان تلرین، لیندی نام داشتند که آن هم به معنی خوانندگان بود) عبارتی که سیندارها بیشتر در میان خود به کار می‌بردند، اِدهیلی به معنی الف‌ها و اِدهِل به معنی الف بود. هنگامی که آنها سرزمین خود را به قصد امان ترک کردند نام اگلاث به معنی رهاشدگان را برای خود برگزیدند.

## سیندارهای شناخته شده
- بلگ
- کلبورن
- لگولاس
- تراندوئیل